# Калиновка (Макаровский район)
Калиновка (укр. Калинівка) — село, входит в Бучанский район Киевской области Украины.
Население по переписи 2001 года составляло 891 человек. Почтовый индекс — 08002. Телефонный код — 4578. Занимает площадь 11,91 км². Код КОАТУУ — 3222755102.

## Местный совет
08000, Київська обл. Макарівський р-н, смт. Макарів, вул. Фрунзе, 30

## Личности
В Калиновке 15 октября 2007 года погиб Евгений Буслович (1972—2007), серебряный призёр Олимпийских игр 2000 года.